# 用土駅
用土駅（ようどえき）は、埼玉県大里郡寄居町大字用土にある、東日本旅客鉄道（JR東日本）八高線の駅である。

## 歴史

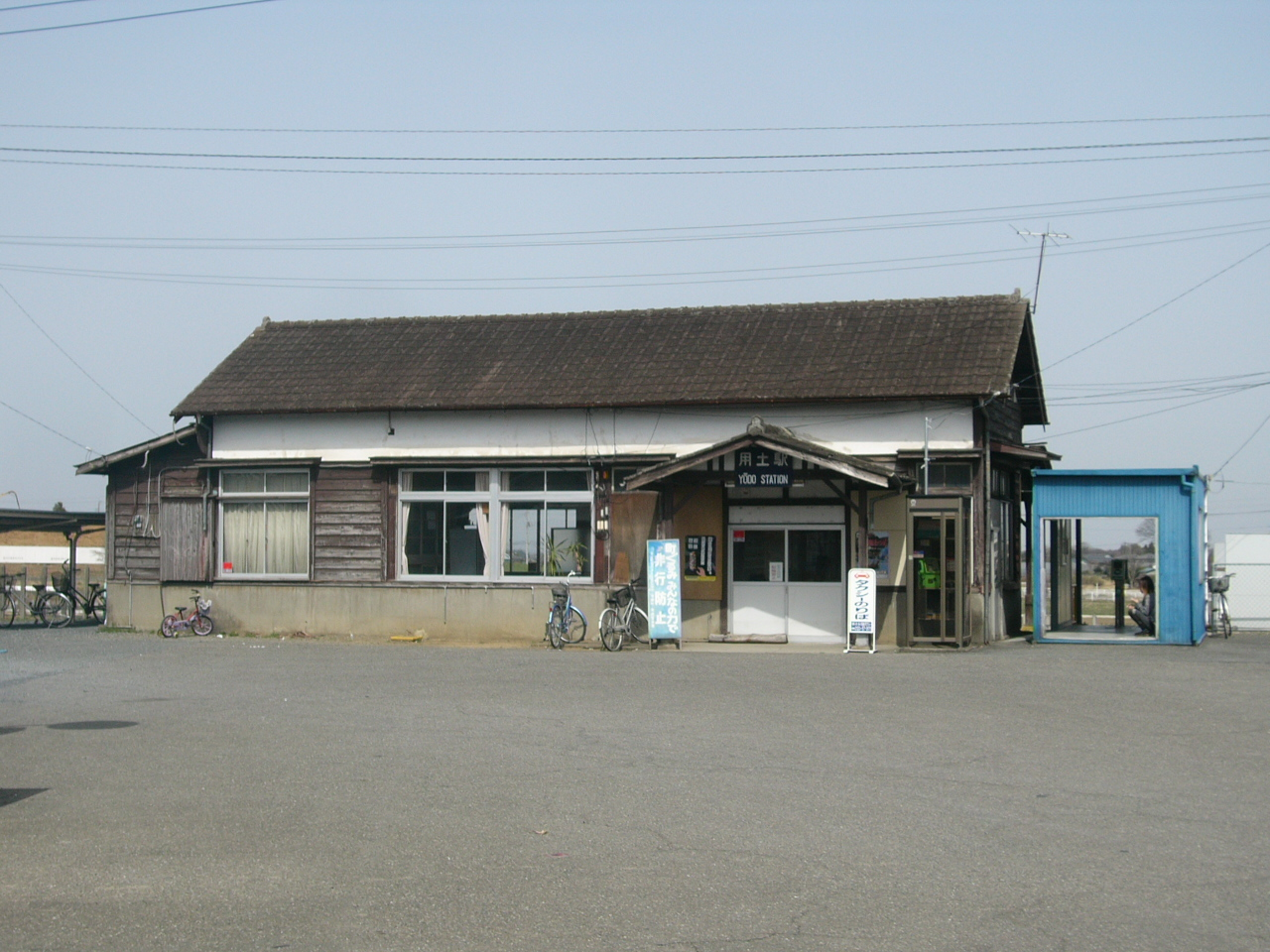
旧駅舎（2006年4月）

- 1933年（昭和8年）1月25日：鉄道省八高線寄居駅 - 児玉駅間開通時に開設[1]。旅客・貨物取扱開始。当時の所在地は用土村であったため、現駅名となった[1]。
- 1961年（昭和36年）9月1日：貨物取扱廃止[2]。
- 1983年（昭和58年）
  - 8月10日：無人駅化[3]。
  - 9月20日：簡易委託駅化（寄居町受託）。
- 1986年（昭和61年）9月1日：簡易委託解除、終日無人駅化。[要出典]
- 1987年（昭和62年）4月1日：国鉄分割民営化に伴い、JR東日本の駅となる[2]。
- 2002年（平成14年）2月8日：ICカードSuica供用開始[4][5]。
- 2010年（平成22年）：旧駅舎解体。[要出典]
- 2012年（平成24年）10月26日：新駅舎竣工。[要出典]

## 駅構造
単式ホーム1面1線を有する地上駅である。
高崎統括センター（高崎駅）管理の無人駅。乗車駅証明書発行機。簡易Suica改札機が設置されている。自動券売機は無い。
2012年10月26日に、「用土コミュニティステーション」を併設した新駅舎が完成した。

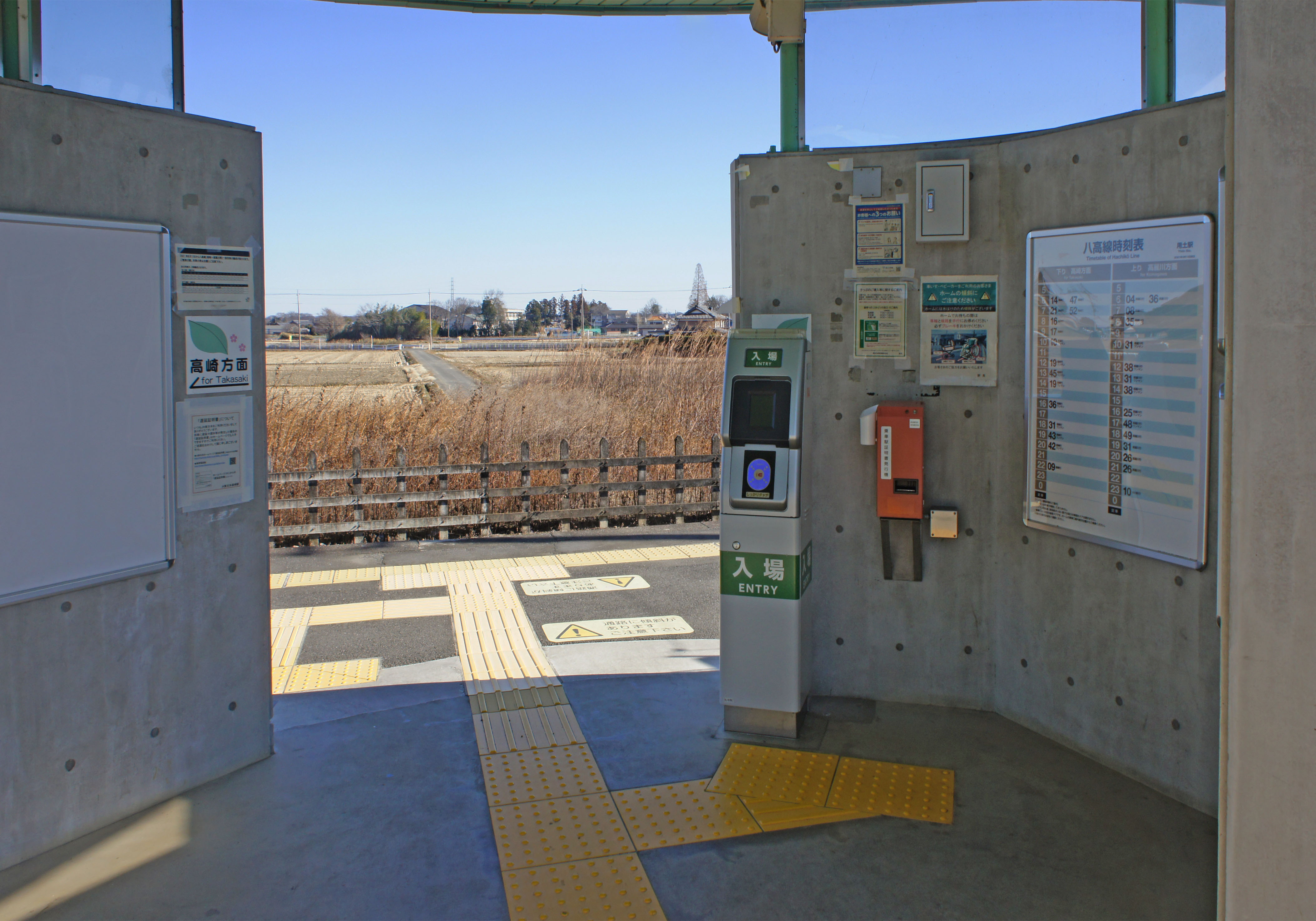
改札口（2022年1月）
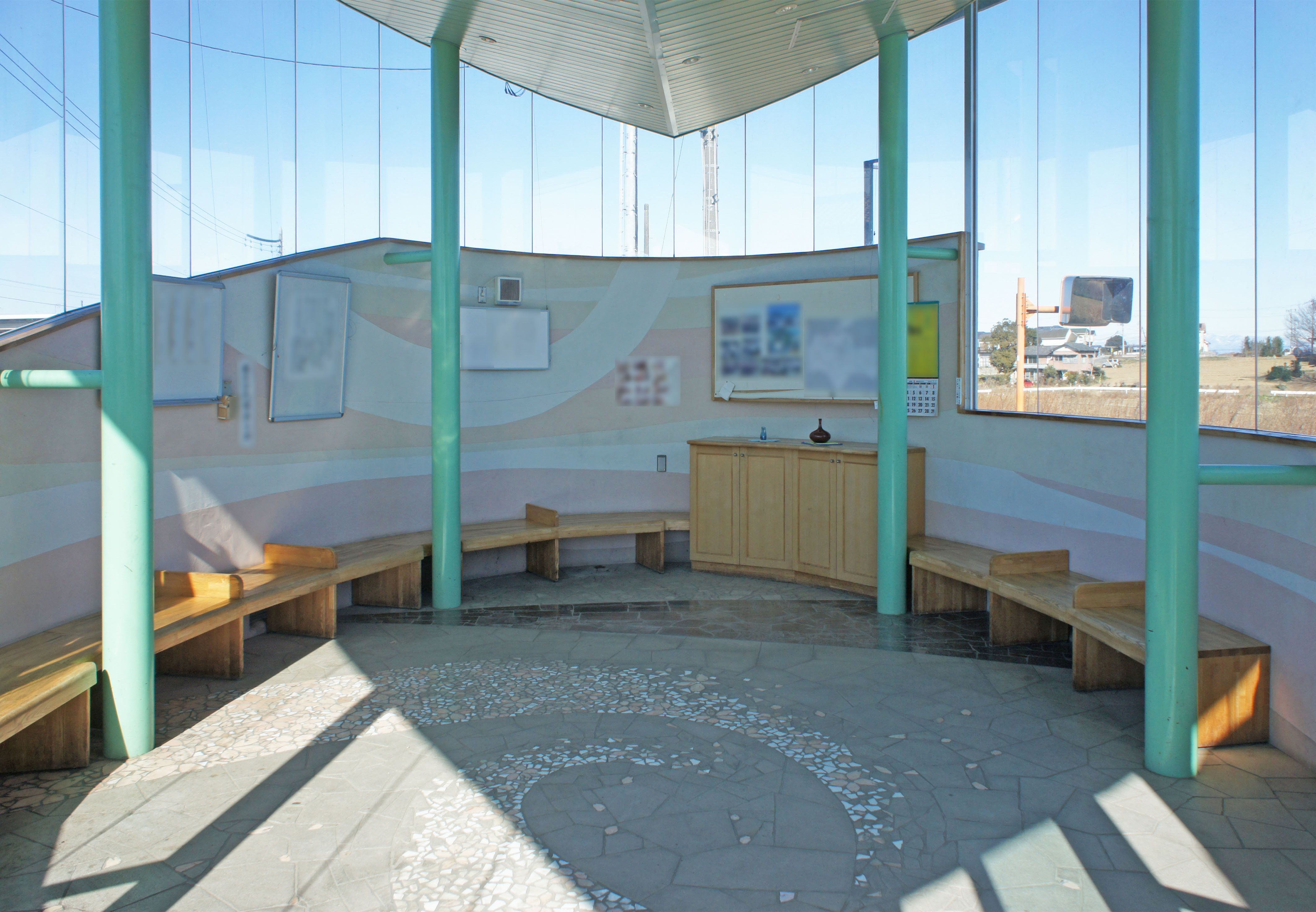
待合室（2022年1月）
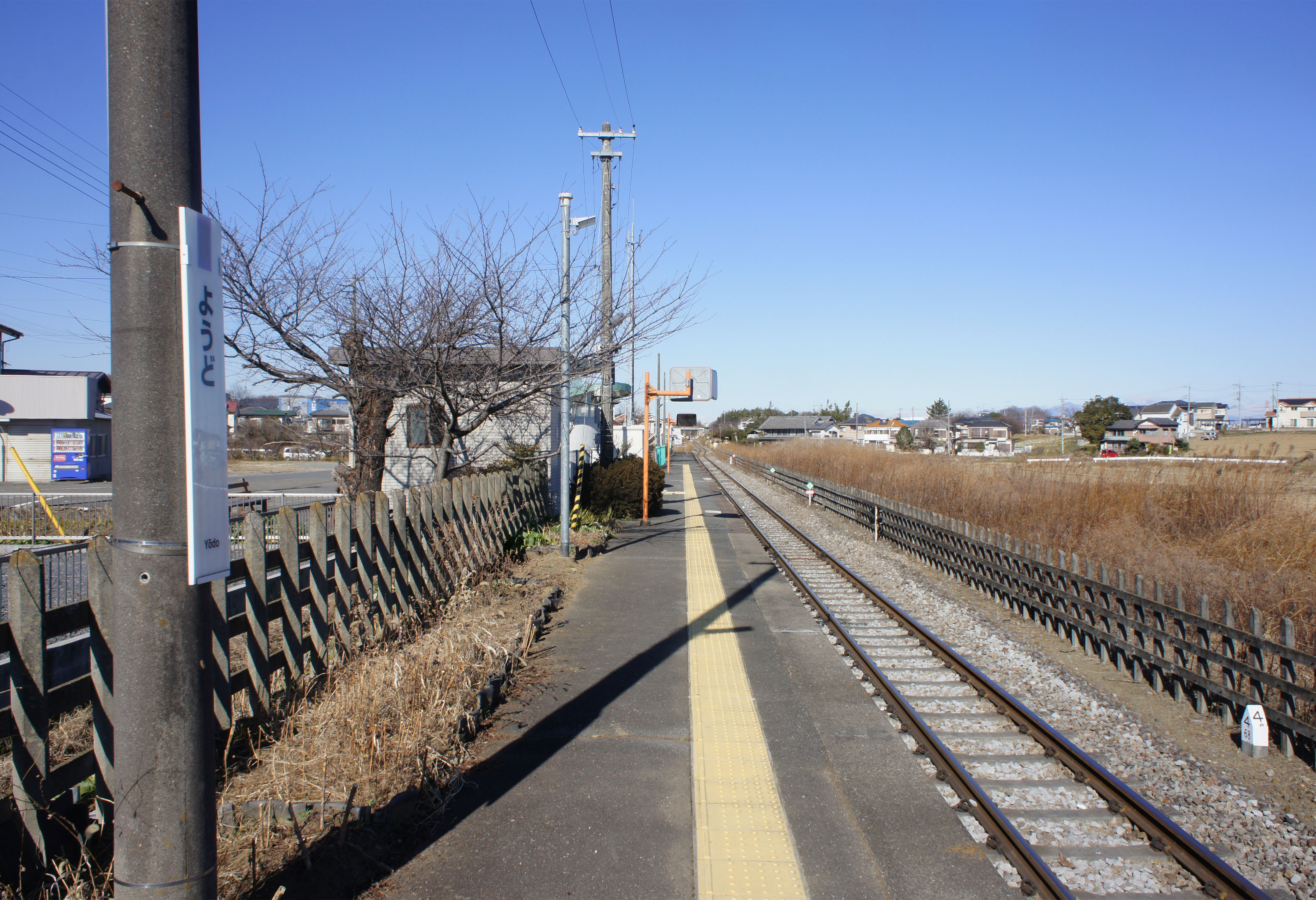
ホーム（2022年1月）

## 利用状況
「埼玉県統計年鑑」によると、1999年度（平成11年度） - 2010年度（平成22年度）の年間乗車人員を365（閏年は366）で除した1日平均乗車人員の推移は以下の通り。なお、小数点以下の値は四捨五入して算出している。
| 乗車人員推移       | 乗車人員推移    | 乗車人員推移    |
| 年度               | 1日平均乗車人員 | 出典            |
| ------------------ | --------------- | --------------- |
| 1999年（平成11年） | 100             | [ 利用客数 1 ]  |
| 2000年（平成12年） | 97              | [ 利用客数 2 ]  |
| 2001年（平成13年） | 89              | [ 利用客数 3 ]  |
| 2002年（平成14年） | 95              | [ 利用客数 4 ]  |
| 2003年（平成15年） | 103             | [ 利用客数 5 ]  |
| 2004年（平成16年） | 107             | [ 利用客数 6 ]  |
| 2005年（平成17年） | 97              | [ 利用客数 7 ]  |
| 2006年（平成18年） | 85              | [ 利用客数 8 ]  |
| 2007年（平成19年） | 94              | [ 利用客数 9 ]  |
| 2008年（平成20年） | 100             | [ 利用客数 10 ] |
| 2009年（平成21年） | 100             | [ 利用客数 11 ] |
| 2010年（平成22年） | 89              | [ 利用客数 12 ] |

## 駅周辺
- 寄居町役場用土連絡所
- 寄居町立用土小学校
- 寄居用土郵便局

## 隣の駅
東日本旅客鉄道（JR東日本）
■八高線
寄居駅 - 用土駅 - 松久駅

### 記事本文
1. 1 2 3 4 5 6  『週刊 JR全駅・全車両基地』 46号 甲府駅・奥多摩駅・勝沼ぶどう郷駅ほか79駅、朝日新聞出版〈週刊朝日百科〉、2013年7月7日、27頁。
2. 1 2  石野哲 編『停車場変遷大事典 国鉄・JR編 II』（初版）JTB、1998年10月1日、200頁。ISBN 978-4-533-02980-6。
3. ↑  “「通報」●八高線用土駅の駅員無配置について（旅客局）”. 鉄道公報 (日本国有鉄道総裁室文書課):  p. 1. (1983年8月3日)
4. ↑  「鉄道記録帳2002年2月」『RAIL FAN』第49巻第5号、鉄道友の会、2002年5月1日、24頁。
5. ↑  「JR年表」『JR気動車客車編成表 '02年版』ジェー・アール・アール、2002年7月1日、187頁。ISBN 4-88283-123-6。
6. ↑  よりいTopics - 用土コミュニティステーション 2012年12月31日閲覧

### 利用状況
1. ↑  “110 鉄道による駅別旅客・貨物輸送状況” (Excel). 平成12年埼玉県統計年鑑.   埼玉県. 2019年5月6日時点のオリジナルよりアーカイブ。2019年5月6日閲覧。
2. ↑  “110 鉄道による駅別旅客・貨物輸送状況” (Excel). 平成13年埼玉県統計年鑑.   埼玉県. 2019年5月6日時点のオリジナルよりアーカイブ。2019年5月6日閲覧。
3. ↑  “8-1 鉄道による駅別旅客・貨物輸送状況” (Excel). 平成14年埼玉県統計年鑑.   埼玉県. 2019年5月6日時点のオリジナルよりアーカイブ。2019年5月6日閲覧。
4. ↑  “8-1 鉄道による駅別旅客・貨物輸送状況” (Excel). 平成15年埼玉県統計年鑑.   埼玉県. 2019年5月6日時点のオリジナルよりアーカイブ。2019年5月6日閲覧。
5. ↑  “8-1 鉄道による駅別旅客・貨物輸送状況” (Excel). 平成16年埼玉県統計年鑑.   埼玉県. 2019年5月6日時点のオリジナルよりアーカイブ。2019年5月6日閲覧。
6. ↑  “8-1 鉄道による駅別旅客・貨物輸送状況” (Excel). 平成17年埼玉県統計年鑑.   埼玉県. 2019年5月6日時点のオリジナルよりアーカイブ。2019年5月6日閲覧。
7. ↑  “8-1 鉄道による駅別旅客・貨物輸送状況” (Excel). 平成18年埼玉県統計年鑑.   埼玉県. 2019年5月6日時点のオリジナルよりアーカイブ。2019年5月6日閲覧。
8. ↑  “8-1 鉄道による駅別旅客・貨物輸送状況” (Excel). 平成19年埼玉県統計年鑑.   埼玉県. 2019年5月6日時点のオリジナルよりアーカイブ。2019年5月6日閲覧。
9. ↑  “8-1 鉄道による駅別旅客・貨物輸送状況” (Excel). 平成20年埼玉県統計年鑑.   埼玉県. 2019年5月6日時点のオリジナルよりアーカイブ。2019年5月6日閲覧。
10. ↑  “8-1 鉄道による駅別旅客・貨物輸送状況” (Excel). 平成21年埼玉県統計年鑑.   埼玉県. 2019年5月6日時点のオリジナルよりアーカイブ。2019年5月6日閲覧。
11. ↑  “8-1 鉄道による駅別旅客・貨物輸送状況” (Excel). 平成22年埼玉県統計年鑑.   埼玉県. 2019年5月6日時点のオリジナルよりアーカイブ。2019年5月6日閲覧。
12. ↑  “8-1 鉄道による駅別旅客・貨物輸送状況” (Excel). 平成23年埼玉県統計年鑑.   埼玉県. 2019年5月6日時点のオリジナルよりアーカイブ。2019年5月6日閲覧。